# Don Bosco (Chubut)
Don Bosco, también llamado localmente «Kilómetro 8» o simplemente «ocho» por las nuevas generaciones, es un barrio comodorense que integra el municipio y aglomerado de Comodoro Rivadavia, en el departamento Escalante, Chubut. A pesar de que nació para ser una localidad ajena a la ciudad petrolera, fue alcanzada por su expansión. Por su separación de 8 kilómetros del centro del aglomerado urbano tiene un trato de localidad, distintos respecto de otros barrios de la ciudad.

## Toponimia
Homenajea a San Juan Bosco patrono de la Patagonia y santo muy venerado en la ciudad.

## Población
Contó con 6,455 habitantes (Indec, 2001), integra el aglomerado urbano de Comodoro Rivadavia - Rada Tilly, siendo la cuarta localidad más poblada del conjunto en 2001, con 2080 viviendas.

## Urbanismo

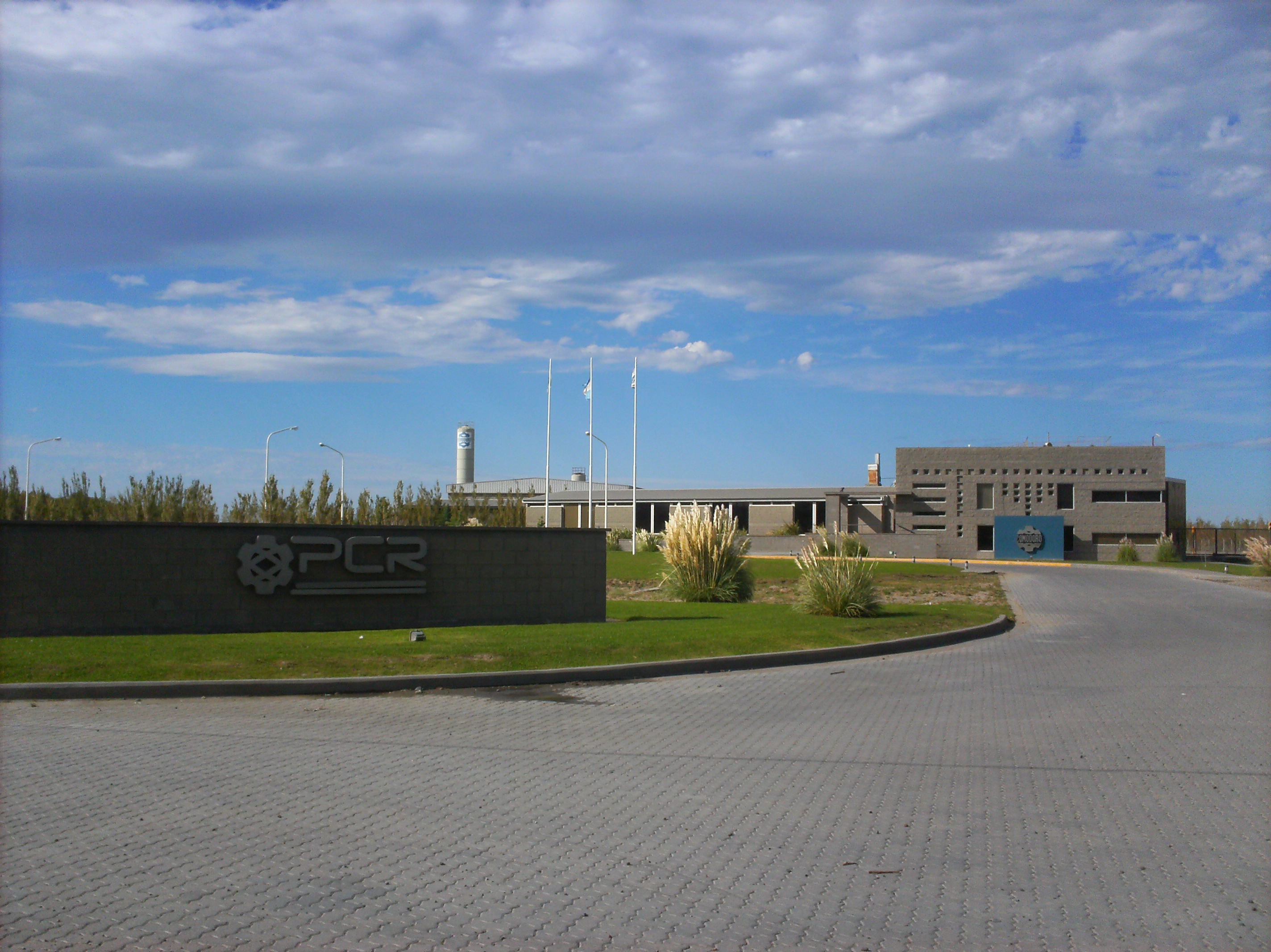
La planta cementera Petroquímica Comodoro Rivadavia en km 8, la principal industria del barrio.

Es un barrio que se halla en la zona norte de Comodoro, se dedica a actividades hidrocarburíferas y a la fabricación de cemento con la empresa Petroquímica Comodoro Rivadavia. El polo industrial del barrio estuvo completado por la Guilford  desde 1957 hasta 2016 cuando entró en proceso de quiebra. La fábrica llegó a fabricar las telas para la camiseta de la selección argentina de fútbol en 1999. Sin embargo, como resultado de su crisis la fábrica fue vaciada y espera remate definitivo de su propiedad ubicada junto a Petroquímica para poder pagarles a sus acreedores.
En cuanto al barrio, está apostado sobre la ruta provincial N.º 1.
Kilómetro 8 es más que un simple barrio, dado que en su interior aglomera una cantidad de microbarrios que están unidos en la masa popularmente conocida como km 8, de todos esos pequeños barrios el que más sobresale es Don Bosco.
Su expansión lo lleva a dejar casi aglomerados a los barrios de Restinga Alí con el que limita al este y Próspero Palazzo con el que limita al oeste. Estando casi unido a estos barrios, especialmente con el primero con el que dista a medio kilómetro y es inevitable su unión a corto plazo. En tanto, guarda más distancia con los barrios Cuarteles al norte y al sur limita con Presidente Ortiz

### Problemas Ambientales y urbanos
Con el aumento drástico de la población en la última década, este barrió vio aparecer asentamientos ilegales que cambiaron su fisonomía e incluso se desarrollaron en áreas petroleras. Para 2012 ante la falta de mantenimiento de la operadora y el asentamiento en esta área prohibida.  
Para 2007 el municipio de comodoro detectó un gravísimo problema ambiental en el predio de Petroquímica. Se halló un derrame importante en el oleoducto de 6” que comunica los yacimientos de Valle C con la planta deshidratadora. El problema habría surgido por el abandono de la empresa que compró esta infraestructura Petroquímica para luego dejarla abandonada. El derrame constante de petróleo a través de ductos, cañerías aéreas y bajo tierra. En la zona costera se puede observar el afloramiento de líquidos hidrocarburíferos en el acantilado y playa. Petroquímica es dueño de la tierra donde esta la planta abandonada. Sin embargo, negó responsabilidades en el caso, pero aportó información relacionada únicamente con el trámite de venta, atribuyéndole responsabilidad a Roch y planteando que los organismos de control intimen por vía judicial, el cumplimiento de sus obligaciones ambientales. Hoy en día es el mayor caso grave no resuelto ambiental de Comodoro y del que no se tiene solución por vías normales.

En tanto, su playa hoy está profundamente contaminada por vertientes cloacales que terminan en sus aguas. Esto hace que no sea apta para que los comodorense se bañen, o siquiera se mojen parcialmente el cuerpo. La grave situación es comportadita por los barrios Restinga Alí, Km.5, Km 4, restos de micro barrios General Mosconi y el barrio de la zona sur Stella Maris. La solución sería ejecutar un tratamiento primario de efluente s y conducirlos 1.500 metros aguas adentro del mar, para el vertido con un grado ínfimo de contaminación. Los emisarios y plantas más prioritarios deberían emplazarse en Km.8 y otro en Stella Maris. Sin embargo, se requieren 300 millones de dólares Nación debería financiar las obras.

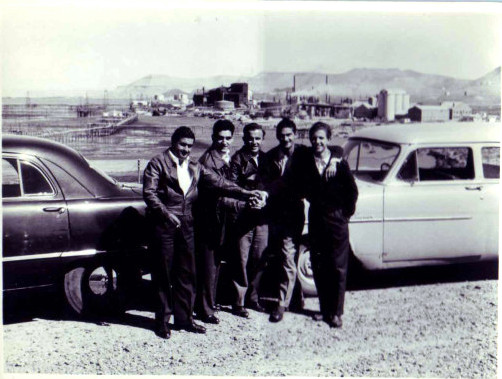
Grupo de amigos con las antiguas instalaciones de Petroquímica que incluían destilería y plata de zinc

### Infraestructura comunitaria
- Centros de Promoción Barrial

Matienzo 875 y Base Irizar
- Centros de Salud

Almirante Irizar y Matienzo.
- Gimnasios

Gimnasio km 8:
Cabo 1.º Agustín Montaño 
- Asociación Vecinal Don Bosco:

Tte. Larregui y Gaucho Rivero
- Sistema Educativo
  - Escuela N.º 611:

Gaucho Rivero S/N
- - Jardín N.º 439:

Gaucho Rivero s/n.º
- - Escuela N.º 126 A.R.A. Punta Médanos:

Calle Gaucho Rivero CC N.º 25
- - Escuela N.º 707 Ciudad De Yapeyú:

Enrique Santos Discepolo 400
- Lugares de culto
  - Parroquia Nuestra Señora de Fátima:

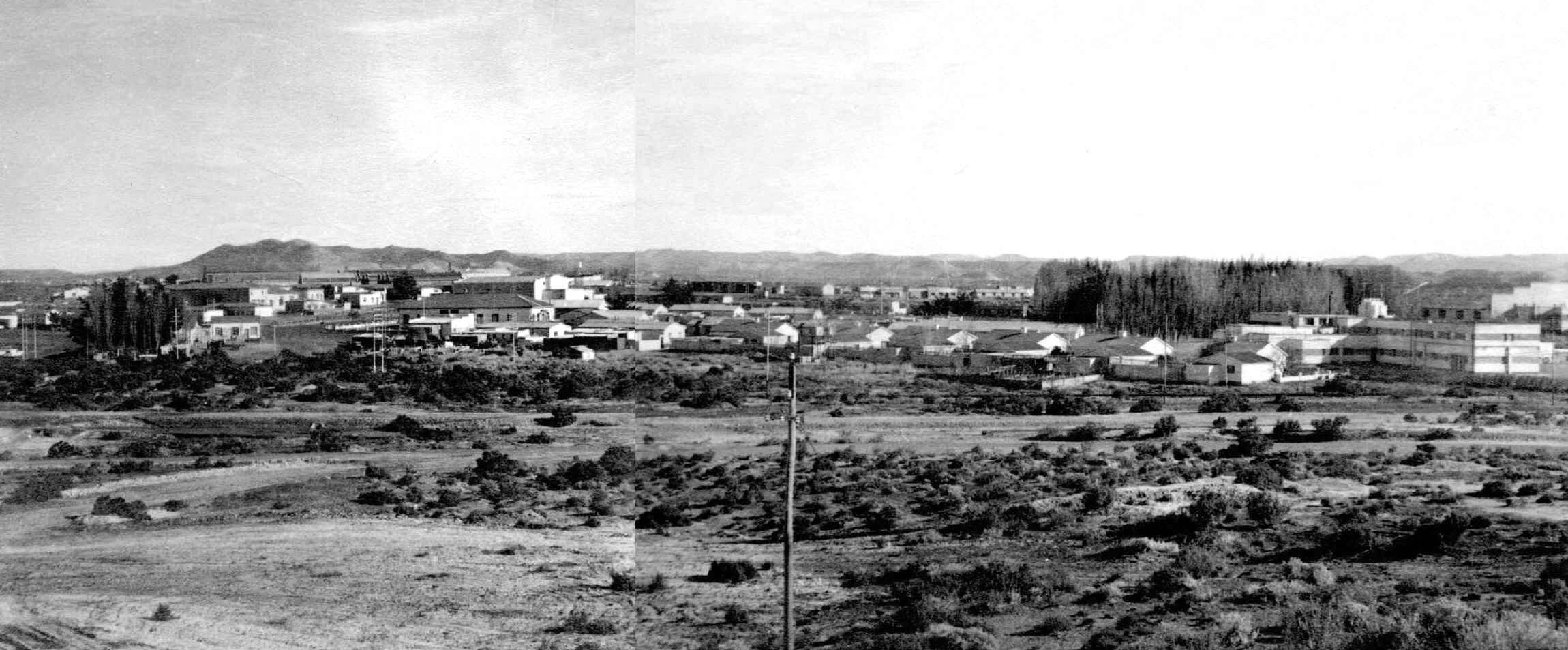
Vista panorámica del kilómetro 8 durante sus primeros años

Italo dell'oro s/n
- - Iglesias evangélicas

- Comisaría Kilómetro 8:

Larregui y Alejandro Maíz